# 김부열
김부열(金富烈, 1972년 9월 12일 ~ 2022년 7월 8일)은 대한민국의 정치인이다. 제8대 울산광역시 남구의원이었다.

## 학력
- 옥동국민학교 졸업
- 태화중학교 졸업
- 울산남고등학교 졸업
- 위덕대학교 경영학 박사 졸업

## 경력
- 위덕대학교 총학생회장
- 2011~ 격동초등학교 운영위원회 위원장
- 울산광역시교육청 명예감사관
- 2017 울산광역시 남구검도회 부회장
- 2018 울산광역시 남구 옥동체육회 회장
- 2018 울산광역시 검도회 부회장
- 2019 민주평화통일자문회의 자문위원
- 2019 울산광역시 강남학교운영위원장 협의회 회장
- 2020 울산광역시 청소년활동진흥센터 운영위원
- 위덕대학교 팀장
- 위덕대학교 경영학과 겸임교수
- 2020 울산제일새마을금고 이사
- 2020 신울산봉사회 회장
- 2021 울산광역시 새마을회 이사
- 2022.07 ~ 2022.07 제8대 울산광역시 남구의회 의원
- 2022.07 ~ 2022.07 제8대 울산광역시 남구의회 전반기 행정자치위원회 위원
- 2022.07 ~ 2022.07 제8대 울산광역시 남구의회 전반기 의회운영위원회 위원장

## 역대 선거 결과
| 실시년도 | 선거      | 대수 | 직책   | 선거구                | 정당     | 득표수  | 득표율          | 순위 | 당락 | 비고           |
| -------- | --------- | ---- | ------ | --------------------- | -------- | ------- | --------------- | ---- | ---- | -------------- |
| 2022년   | 지방 선거 | 8대  | 구의원 | 울산 남구 (나 선거구) | 국민의힘 | 6,519표 | \| \| 33.96% \| | 1위  |      | 초선, 민선 8기 |
|          | 33.96%    |      |        |                       |          |         |                 |      |      |                |